# Правительствующий сенат
Прави́тельствующий сена́т в Российской империи — высший государственный орган законосовещательной, исполнительной и судебной власти Российской империи, подчинённый императору и назначаемый им. Учреждён Петром Великим 22 февраля (5 марта) 1711 года как высший законодательный орган государственной власти.
В 1726—1730 годах стал называться Высоким сенатом, одновременно потеряв значительную долю своих полномочий, но продолжал деятельность в сфере финансов и администрирования.
При императрице Екатерине II был разделён на несколько департаментов, при этом потерял свою роль законодателя.
С начала XIX века осуществлял надзорные функции за деятельностью государственных учреждений; с 1864 года — также высшая кассационная инстанция.
Отдельные департаменты Сената осуществляли регистрацию торговых сделок.
Сенат как высшая юридическая инстанция России не признал Октябрьской революции и поэтому был упразднён большевиками 22 ноября (5 декабря) 1917 года по Декрету о суде № 1. Возобновил свою работу в Омске в январе 1919 года после создания единой Всероссийской власти Российского правительства во главе с Верховным правителем России.
За свою историю Сенат несколько раз менял место своего расположения — основными являлись Санкт-Петербург и Москва.

## История

### Сенат в царствование Петра Великого

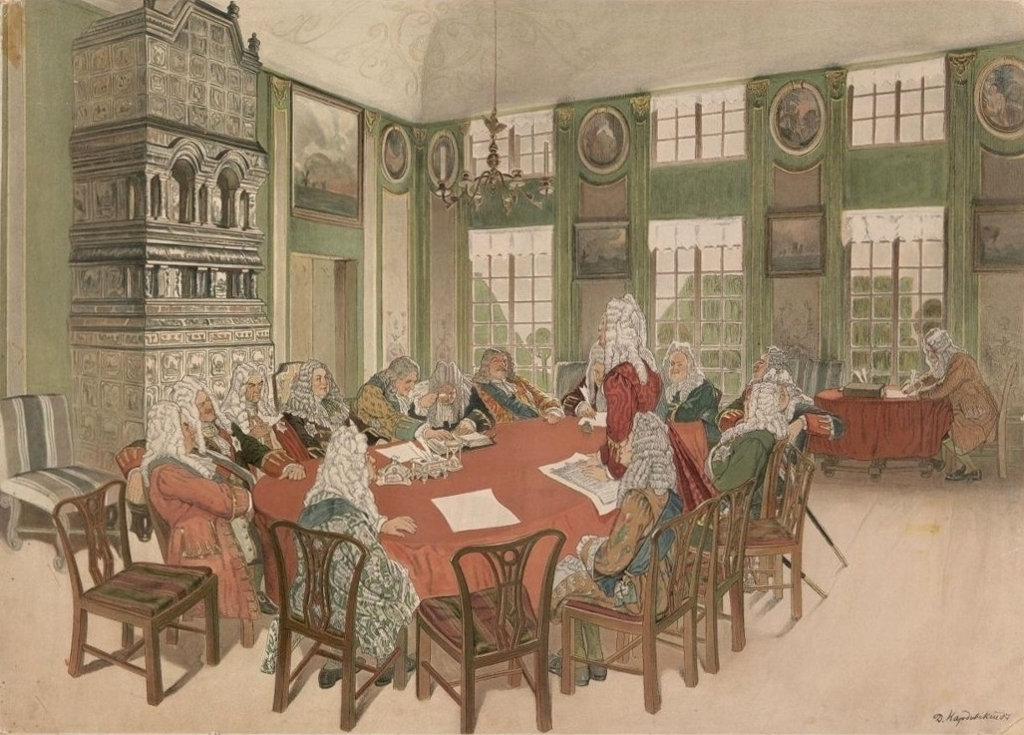
Заседание Сената при Петре I в Екатерингофском дворце

Пётр I во время своих постоянных отлучек, часто мешавших ему заниматься текущими делами управления, неоднократно (в 1706, 1707 и 1710 годах) вручал дела нескольким избранным лицам, от которых требовал, чтобы они, не обращаясь к нему ни за какими разъяснениями, вершили дела, как им дать ответ в день судный. Сначала такие полномочия носили характер временного личного поручения; но 22 февраля (5 марта) 1711 года они были возложены на созданное при этом учреждение, получившее имя Правительствующий сенат, созданный по указу Петра 2 (13) марта 1711.
Первыми сенаторами были назначены девять человек: граф Иван Мусин-Пушкин, боярин Тихон Стрешнев, князь Пётр Голицын, князь Михаил Долгоруков, Григорий Племянников, князь Григорий Волконский, генерал-кригсцальмейстер Михаил Самарин, генерал-квартирмейстер Василий Апухтин и Назарий Мельницкий. Обер-секретарём был назначен Анисим Щукин.
Основанный Петром Сенат не представлял ни малейшего сходства с иностранными учреждениями того же типа в Швеции или Польше и отвечал своеобразным условиям русской государственной жизни того времени. Степень предоставленной Сенату власти определялась тем, что Сенат был учреждён вместо его царского величества собственной персоны. В указе 2 (13) марта 1711 года Пётр писал: «мы определили управительный Сенат, которому всяк и их указам да будет послушен, как нам самому, под жестоким наказанием, или и смертью, смотря по вине».
При отсутствии в то время разделения дел на судебные, административные и законодательные и ввиду того, что на разрешение монарха, которого заменял Сенат, постоянно восходили даже самые незначительные дела текущего управления, круг ведомства Сената не мог получить сколько-нибудь определённых очертаний. В указе, изданном через несколько дней после учреждения Сената (Полное собрание законов, № 2330), Пётр определил, что́ по отбытии его Сенату следует делать: «суд имеет нелицемерный, расходов напрасные отставить; денег как можно больше собрать; дворян собрать молодых; вексели исправить; а соли стараться отдать на откуп; торг китайский и персидский умножить; армян приласкать; учинить фискалов». Это, очевидно, не исчерпывающий перечень предметов ведомства, а инструкция, на что обратить преимущественное внимание. «Ныне уже всё у вас в руках», — писал Пётр Сенату.
Учреждением политическим, в чём-либо ограничивающим или стесняющим власть Петра, Сенат не был; он действовал только по препоручению царя и перед ним за всё отвечал; в указе 2 (13) марта 1711 года сказано: «И ежели оной Сенат через своё ныне перед Богом принесённое обещание неправедно, что поступить… и тогда будет нами суждено, и виновный жестоко будет наказан».
Практическое, деловое значение Сената обусловливалось не только степенью и широтой предоставленных ему полномочий, но и системой тех учреждений, которые группировались около него и составляли с ним одно целое. Таковы были прежде всего комиссары, по два от каждой губернии, «для спроса и принимания указов». Через этих комиссаров, назначавшихся губернаторами, создавались непосредственные сношения Сената с губерниями, куда Пётр в 1710 году в интересах хозяйственного устройства своей армии перенёс значительную часть дел, раньше производившихся в приказах. Комиссары не только принимали указы, но и следили за их исполнением, доставляли Сенату необходимые сведения, исполняли на местах его поручения. Впоследствии, с учреждением коллегий, значение комиссаров падает: посредствующим звеном между Сенатом и губерниями становятся коллегии. В 1720 году Пётр I подписал законодательный акт обозначивший основные принципы по которым должны работать все учреждения (Генеральный регламент от 28 февраля (10 марта) 1720). Одновременно с учреждением Сената Пётр повелел «вместо приказа разрядного быть столу разрядному при Сенате». Таким образом к Сенату отошло «писание в чины», то есть назначение на все военные и гражданские должности, заведование всем служилым сословием, ведение ему списков, производство смотров и наблюдение за неукрывательством от службы. В 1721—1722 годах разрядный стол был преобразован сначала в разборную канцелярию, также состоявшую при Сенате, а 5 (16) февраля 1722 года назначен при Сенате герольдмейстер, ведавший при посредстве герольдмейстерской конторы служилое сословие.
5 (16) марта 1711 года была учреждена должность фискалов, на обязанности их лежало «над всеми делами тайно надсматривать», проведывая и обличая на суде «всякие преступления, взятки, кражу казны и прочее, також и прочие безгласные дела, иже не имеют челобитника о себе».
При Сенате состоял обер-фискал (впоследствии генерал-фискал) с четырьмя помощниками, в каждой губернии — провинциал-фискал с тремя помощниками, во всяком городе — один или два городовых фискала. Несмотря на злоупотребления, с которыми неразрывно связано существование таких тайных надсмотрщиков (до 1714 года не подвергавшихся взысканию даже за ложный донос), фискалы, несомненно, принесли пользу, являясь орудием надзора над местными учреждениями.
Когда прекратились постоянные отлучки Петра, вызвавшие учреждение Сената, вопрос о закрытии его не возник. При всё более теряющих своё значение приказах Сенат стал местом, где производились все важнейшие дела управления, суда и текущего законодательства. Значения Сената не подорвало и учреждение (1718—1720) коллегий, несмотря на то, что их регламенты, заимствованные из Швеции, где коллегии были высшими учреждениями в государстве, не определяли отношения коллегий к Сенату, который иностранные руководители реформы — Генрих Фик и другие — предполагали, по-видимому, упразднить. Наоборот, с учреждением коллегий, куда отошла масса текущих мелких дел, значение Сената только повысилось.
По указу 1718 года «о должности Сената» все президенты коллегий по самому званию были сделаны сенаторами. Этот порядок просуществовал недолго; медленность сенатского делопроизводства заставила Петра признать в указе 12 (23) января 1722 года, что президенты коллегий не имеют времени, чтобы нести сверх того и «непрестанные» труды сенатора. Кроме того, Пётр нашёл, что Сенат как высшая инстанция над коллегиями не может состоять из лиц, которые сидят в коллегиях. Современники указывают ещё и на то, что президенты коллегий, будучи такими сановниками, как тогдашние сенаторы, совершенно подавляли своих «советников» и тем уничтожали всякое практическое значение коллегиального решения дел. Вновь назначенные президенты вместо прежних, оставшихся сенаторами, были людьми несравненно менее вельможными. 30 мая (10 июня) 1720 года Пётр повелел ради приёма в Сенат челобитен на коллегии и на канцелярии учинить персону знатную; обязанности этой должности были определены 5 (16) февраля 1722 года подробной инструкцией, и облечённая ею «персона» получила название рекетмейстера. Рекетмейстер весьма скоро приобрёл огромное значение как орган надзора за делопроизводством в коллегиях и за ходом правосудия.
Из всех учреждений, когда-либо состоявших при Сенате, наиболее практическое значение имел институт прокуратуры, появившийся также в 1722 году. К учреждению прокуратуры Пётр пришёл не сразу. Недовольство его сенатом сказалось учреждением 27 ноября (8 декабря) 1715 года должности генерал-ревизора, или надзирателя указов. Назначенный на эту должность Василий Зотов оказался, однако, слишком слабым, чтобы влиять на сенаторов и предупреждать вольные и невольные нарушения ими указов. В 1718 году он был приставлен к податной ревизии, и должность его сама собою упразднилась.
Постоянные распри между сенаторами вновь заставили Петра поручить кому-либо наблюдение за ходом сенатских заседаний. Избранное 13 (24) февраля 1720 года им лицо — Анисим Щукин — оказалось непригодным для этих обязанностей; будучи в то же время обер-секретарём Сената, Щукин сам находился у него в подчинении. Через несколько дней после смерти Щукина 28 января (8 февраля) 1721 года Пётр поручил надзор за благочинием сенатских заседаний помесячно переменявшимся штаб-офицерам гвардии. 12 (23) января 1722 года на смену им появилась прокуратура в виде сложной и стройной системы надзора не только над Сенатом, но и над всеми центральными и местными административными и судебными учреждениями. Во главе прокуратуры стоял генерал-прокурор как начальник сенатской канцелярии и как орган надзора за сенатским присутствием с точки зрения не только благочиния во время заседаний, но и соответствия сенатских решений Уложению и указам. Помощником генерал-прокурора в Сенате был обер-прокурор. Находясь в непосредственных отношениях с государем, генерал-прокурор сблизил Сенат с верховной властью; вместе с тем надзор его в значительной степени упорядочил производство дел как в самом присутствии Сената, так и в его канцелярии, и сильно поднял его деловое значение. С другой стороны, однако, генерал-прокурор лишил присутствие Сената его прежней независимости; будучи во многих случаях по закону равен всему Сенату, генерал-прокурор фактически нередко преобладал над ним.
В последние годы царствования Петра, когда он по окончании Северной войны стал больше прежнего обращать внимание на дела внутреннего управления, чрезвычайные полномочия, которыми был наделён Сенат, потеряли свой смысл. Уменьшение власти Сената сказывалось главным образом в области законодательства. В первое десятилетие своего существования Сенат, в области гражданского права сдерживаемый авторитетом Соборного уложения 1649 года, в области административного права пользовался широко законодательною властью. 19 (30) ноября 1721 года Пётр предписал Сенату не чинить без подписания руки его никакого определения генерального. В апреле 1714 года состоялось запрещение приносить государю жалобы на несправедливые решения Сената, чем вносилось совершенно новое для России начало; до того времени государю можно было жаловаться на каждое учреждение. Запрещение это было повторено в указе 22 декабря 1718 (2 января 1719) года, причём за принесение жалобы на Сенат установлена была смертная казнь.
С 1711 по 1714 год местом пребывания Сената была Москва, но иногда на время, в целом или в лице нескольких сенаторов, он переезжал в Петербург, который с 1714 года стал постоянным его местопребыванием; в Москву с тех пор Сенат переезжал только временно, в случае поездок туда Петра на продолжительное время. В Москве осталась часть сенатской канцелярии под названием «канцелярия сенатского правления». 19 (30) января 1722 года в Москве были учреждены конторы от каждой коллегии, а над ними поставлена сенатская контора из одного сенатора, ежегодно менявшегося, и двух асессоров. Целью этих контор было облегчение сношений Сената и коллегий с Московскими и провинциальными учреждениями и производство мелких текущих дел.

### Сенат в эпоху Верховного тайного совета и Кабинета (1726—1741)
Учреждённый 8 (19) февраля 1726 года Верховный Тайный Совет как при Екатерине I, так и в особенности при Петре II фактически осуществлял все права верховной власти, вследствие чего положение Сената, особенно по сравнению с первым десятилетием его существования, совершенно изменилось. Хотя степень предоставленной Сенату власти, в особенности в первое время правления совета (указ 7 (18) марта 1726 года), формально не потерпела решительно никаких изменений, а круг предметов его ведомства иногда даже расширялся, но общее значение Сената в системе государственных учреждений очень быстро изменилось уже в силу одного того, что Верховный тайный совет стал над Сенатом. Немалый удар значению Сенату был нанесён и тем, что наиболее влиятельные сенаторы перешли в Верховный совет. В числе этих сенаторов были президенты трёх первых коллегий (военной — А. Д. Меншиков, морской — Ф. М. Апраксин и иностранной — Г. И. Головкин), которые становятся до некоторой степени равными Сенату. Ещё важнее была та дезорганизация, которая была внесена Верховным тайным советом во все учреждения Империи . Генерал-прокурор Ягужинский, враг партии, образовавшей Верховный тайный совет, был назначен резидентом в Польшу, и должность генерал-прокурора фактически упразднилась; исполнение её было поручено обер-прокурору Воейкову, не имевшему никакого влияния в Сенате; в марте 1727 года была упразднена должность рекетмейстера. В это же время мало-помалу исчезают и должности фискалов.
После той коренной ломки, которой подверглись местные учреждения Петра (1727—1728), губернское управление пришло в полное расстройство. При таком положении дел центральные учреждения, в том числе и стоявший во главе их Сенат, утратили всякую действительную силу. Почти лишённый средств надзора и местных исполнительных органов, ослабленный в своём личном составе Сенат продолжал, однако, нести на своих плечах тяжёлый труд мелкой текущей правительственной работы. Титул Правительствующий ещё при Екатерине был признан «неприличным» сенату и заменён титулом «Высокий». Верховный совет требовал от Сената отчётов, запрещал ему производить расходы без разрешения, делал Сенату выговоры, грозил штрафами.
Когда замыслы верховников потерпели неудачу и императрица Анна Иоанновна вновь «восприяла» самодержавие, указом 4 (15) марта 1730 года Верховный Тайный Совет был упразднён, и Правительствующий сенат восстановлен в прежней силе и достоинстве. Число сенаторов было доведено до 21, причём в состав Сената вошли самые выдающиеся сановники и государственные деятели. Через несколько дней была восстановлена должность рекетмейстера; Сенат снова сосредоточил в своих руках всё управление. Для облегчения Сената и освобождения его от влияния канцелярии он был разделён (1 (12) июня 1730 года) на 5 департаментов ; задачей их была предварительная подготовка всех дел, которые решаться должны были по-прежнему общим собранием Сената. На самом деле разделение Сената на департаменты не осуществилось. Для надзора над Сенатом Анна Иоанновна сначала думала ограничиться еженедельным представлением ей двух ведомостей, одной — о решённых делах, другой — о делах, которые Сенат без доклада императрице решить не может. Признано было, однако, необходимым восстановить должность генерал-прокурора.
6 (17) ноября 1731 года официально появляется новое учреждение — кабинет, уже около года существовавший в виде частного секретариата императрицы. Через кабинет восходили к императрице доклады всех учреждений, в том числе и Сената; из него объявлялись высочайшие резолюции. Постепенно участие императрицы в постановлении резолюций уменьшается; 9 (20) июня 1735 года указы, подписанные тремя кабинет-министрами, получают силу именных.
Хотя компетенция Сената формально изменена не была, но фактически подчинение кабинет-министрам весьма тяжело отразилось на Сенате даже в первый период существования кабинета (до 1735 года), когда он занимался по преимуществу делами иностранной политики. Позже, когда кабинет начал простирать своё влияние и на дела внутреннего управления, постоянные непосредственные сношения кабинета с коллегиями и даже с сенатской канцелярией помимо Сената, понукания за медленность, требования отчётов и реестров решённых и нерешённых дел, наконец, крайнее уменьшение состава сенаторов (одно время в Сенате бывали только двое, Новосильцев и Сукин, личности с самою нелестною репутацией) довели Сенат до небывалого падения.
После указа 9 (20) июня 1735 года фактическое господство кабинет-министров над Сенатом приобретает законную основу, и на доклады Сената резолюции кладутся уже от имени кабинета. После смерти Анны Иоанновны (17 (28) октября 1740 года) в кабинете были поочерёдно полновластными хозяевами Бирон, Миних и Остерман. Поглощённому борьбою партий кабинету было не до Сената, значение которого поэтому в это время несколько повышается, что выражается, между прочим, в появлении «общих рассуждений» или «генеральных собраний» кабинета с сенатом.
12 (23) ноября 1740 года была учреждена должность придворного рекетмейстера, сначала для рассмотрения всеподданнейших жалоб на коллегии и низшие места, а с 27 ноября того же года — и на Сенат. В марте 1741 года эта должность была упразднена, но разрешение приносить всеподданнейшие жалобы на Сенат осталось в силе.

### Сенат при Елизавете Петровне и Петре III
12 (23) декабря 1741 года, вскоре после вступления на престол, Императрица Елизавета издала указ об упразднении кабинета и о восстановлении Правительствующего сената (перед тем опять именовавшегося Высоким) в его прежней должности. Сенат не только стал верховным органом империи, не подчинённым никакому другому учреждению, не только являлся средоточием суда и всего внутреннего управления, снова подчинив себе военную и морскую коллегии, но нередко совершенно бесконтрольно осуществлял функции верховной власти, принимая меры законодательного характера, разрешая своею властью административные дела, раньше восходившие на утверждение монархов, и присвоив себе даже право самопополнения. Иностранная коллегия осталась, однако, неподчинённою Сенату. Должность генерал-прокурора, которую при Елизавете почти всё время занимал ничем не примечательный князь Трубецкой, отнюдь не подавляла Сенат, хотя и приобрела уже большое значение в общем строе внутреннего управления, так как через генерал-прокурора шла большая часть докладов императрице (даже по Св. Синоду). В 1756 году Сенату было подчинено запорожское казачье войско.
Учреждение Конференции при Высочайшем дворе (5 (16) октября 1756 года) сначала мало поколебало значение Сената, так как конференция занималась преимущественно делами иностранной политики; но в 1757—1758 годах начинается постоянное вмешательство конференции в дела внутреннего управления. Сенат, несмотря на свои протесты, оказывается вынужденным отвечать на запросы конференции, исполнять её требования. Устраняя Сенат, конференция начинает непосредственно сноситься с подчинёнными ему местами.
Пётр III, вступив на престол 25 декабря 1761 (5 января 1762) года, упразднил конференцию, но 18 (29) мая 1762 года учредил совет, по отношению к которому Сенат был поставлен в подчинённое положение. Дальнейшее умаление значения Сената выразилось в том, что военная и морская коллегии снова были изъяты из его ведения. Свобода действий Сената в области внутреннего управления была сильно стеснена запрещением «издавать указы, кои в некоторый закон или подтверждение прежних служат» (1762).

### Сенат при Екатерине II и Павле I
По вступлении на престол императрицы Екатерины II Сенат снова становится высшим учреждением в империи, ибо совет прекращает свою деятельность. Однако роль Сената в общей системе государственного управления существенно изменяется: Екатерина сильно уронила её ввиду того недоверия, с которым она относилась к тогдашнему Сенату, проникнутому традициями Елизаветинского времени. В 1763 году последовало разделение Сената на 6 департаментов: I-IV в Санкт-Петербурге и V-VI в Москве. I департамент занимался внутренними и политическими делами, II — судебными, III — делами по губерниям, находившимся на особом положении — Малороссии, Лифляндия, Эстляндия, Выборгская губерния, Нарва, IV — делами военными и морскими. Из московских департаментов V ведал делами административными, VI — судебными. Все департаменты были признаны в равной силе и достоинстве. По общему правилу, все дела решались в департаментах «единогласно» и лишь за разногласием переносились в общее собрание сенаторов. Эта мера весьма тяжело отразилась на политическом значении Сената: его указы стали исходить не от собрания всех сенаторов (что напоминало парламент в его классическом смысле) в государстве, а лишь от 3 — 4 лиц, считаться с которыми было гораздо легче. Генерал-прокурор и обер-прокуроры получили гораздо большее влияние на решение дел в Сенате (при каждом департаменте, кроме I, с 1763 года был свой обер-прокурор; при I департаменте должность эта была учреждена в 1771 году, а до тех пор её обязанности исполнял генерал-прокурор).
В деловом отношении разделение Сената на департаменты принесло громадную пользу, в значительной мере устранив ту невероятную медленность, которой отличалось сенатское делопроизводство. Ещё более чувствительный и осязательный урон значению Сената было нанесён тем, что от него мало-помалу были отняты дела, предоставлявшие действительную государственную важность, и на его долю остались лишь суд и заурядная административная деятельность. Резче всего проявилось устранение Сената от законодательства. Прежде Сенат являлся нормальным законосовещательным органом; в громадном большинстве случаев ему же принадлежала и инициатива принимаемых законодательных мер. При Екатерине все наиболее крупные из них (учреждение губерний, жалованные грамоты дворянству и городам и т. д.) вырабатываются без Сената; инициатива их принадлежит самой императрице, а не Сенату. Даже от участия в работах Уложенной комиссии Сенат был совершенно отстранён; ему предоставлено было только, подобно коллегиям и канцеляриям, избрать в комиссию одного депутата. За Сенатом при Екатерине осталось пополнение мелких пробелов в законах, не имеющих политического значения, причём по большей части Сенат представлял свои предположения на утверждение верховной власти. Екатерина, по-видимому, весьма мало доверяла талантам тех, кто заседал в тогдашнем Сенате, прекрасно понимала полную зависимость Сената от его канцелярии и неспособность его при неуклюжих формах его делопроизводства к энергичной, активной работе. При вступлении на престол Екатерина нашла, что Сенат довёл многие части управления до невозможного беспорядка; нужно было принять самые энергичные меры для его устранения, а Сенат оказывался совершенно к тому непригодным. Поэтому те дела, которым императрица придавала наибольшее значение, она поручала отдельным лицам, пользовавшимся её доверием, — главным образом генерал-прокурору князю Вяземскому, благодаря чему значение генерал-прокурора усилилось до небывалых раньше размеров. Фактически он был как бы министром финансов, юстиции, внутренних дел и государственным контролёром. Во второй половине царствования Екатерины она стала передавать дела и другим лицам, из которых многие соперничали с князем Вяземским по степени делового влияния. Появились целые ведомства, начальники которых непосредственно, минуя Сенат, докладывали императрице, вследствие чего ведомства эти стали совершенно независимыми от Сената. Иногда они носили характер личных поручений, определявшихся отношением Екатерины к тому или иному лицу и степенью оказываемого ему доверия; например после смерти Баура, бывшего как бы министром путей сообщения, дела его были распределены между адмиралом Грейгом, фельдмаршалом Чернышёвым и князем Вяземским. Почтовое управление поручалось то Вяземскому, то Шувалову, то Безбородко.
Огромным ударом для Сената явилось и изъятие военной и морской коллегии из его ведения, причём военная коллегия обособляется совершенно, подчиняясь только монарху.. Подорвав общее значение Сената, эта мера особенно тяжело отразилась на III и IV его департаментах. Значению Сената и степени его власти был нанесён далее тяжёлый удар учреждением губерний (1775 и 1780 годы). Многие дела Сената перешли из коллегий к Губернаторам, и коллегиям, с которыми у Сената выработался уже известный «modus vivendi». Сенату приходилось вырабатывать непосредственные сношения с новыми губернскими органами, которые ни формально, ни по духу своему не соответствовали Сенату. Екатерина II сознавала это и неоднократно составляла проекты реформы Сената, но осуществлены они не были. Несогласованность деятельности Сената и губерний привела к тому, что дела наибольшей важности всегда могли быть доносимы императрице генерал-губернатором непосредственно, без Сената, и Сенат оказался среди мелких административных дел, поступавших к нему из губернских правлений и казённых палат. Герольдия из учреждения, заведовавшего дворянством, его делами обращалась к губернским книгам дворянства. Тем не менее значение Сената увеличилось в области суда; по сравнению с предыдущими царствованиями, когда правительственная деятельность Сената брала верх над судебной. Сенат стал по преимуществу судебным органом, после реформ Александра II — официально. Однако, значение сенаторов умалялось, во-первых, небывалым влиянием, которое оказывали на решение дел обер-прокуроры и генерал-прокурор, а во-вторых, широким допущением всеподданнейших жалоб не только на департаменты, но и на общие собрания Сената (жалобы эти подавались рекетмейстеру и им докладывались императрице). Хотя закон грозил наказанием за неправое челобитье на Сенат, но, по словам Сперанского, во всё это время был только один случай, когда некто Березин был отдан за то под суд самого Сената, который, подражая милосердию императрицы, испросил ему прощение.
В царствование Павла Петровича, несмотря на всю его нелюбовь к системе матери, положение Сената среди государственных учреждений не изменилось. Были образованы новые ведомства, дела которых не входили в круг ведения Сената. Восстановление некоторых из коллегий, упразднённых при Екатерине, не повлекло за собою восстановления прежних отношений между ними и Сенатом: они были поручены главным директорам, которые имели личный доклад у императора, вместо сенатского. Генерал-прокурор князь Куракин, затем Обольянинов, сосредоточив в своей канцелярии небывалое количество дел, пользовались в этих делах властью почти монархической, разрешая их на со усмотрение.
Сенат остался по преимуществу судебным местом, но и тут подвергся новым ограничениям: по делам о казённом имуществе он перестал быть высшею инстанцией с 1799, дела эти могли быть разрешены лишь именными указами. Всякие ограничения права обжаловать решения департаментов и общего собрания Сената были отменены в 1797 году, вследствие чего жалобы начинают приноситься практически по каждому делу. Это вызвало, несмотря на самые решительные меры к ускорению сенатского производства, большое обременение Сената судебными делами, которые в это время рассматривались всеми его департаментами.

### Сенат от царствования Александра I до конца XIX века
Лежит Сенат в пыли, седым покрытый мраком 

Восстань! — рек Александр. Он встал — да только раком
Основной тип деятельности Сената, как и других центральных учреждений, окончательно намечается в царствование Александра Павловича. Почти немедленно по вступлении на престол император Александр I приступил к реформе Сената, сознавая всю необходимость положить конец тому унизительному положению, до которого было доведено верховное учреждение империи. 5 (17) июня 1801 года был издан именной указ, которым Сенат приглашался составить доклад о правах своих и обязанностях. Указ этот, в котором ясно было выражено намерение императора поднять значение Сената, произвёл сильнейшее впечатление не только на Сенат, но и на образованную публику вообще. В ответ на указ было представлено несколько проектов всеподданнейшего доклада, написанных с необыкновенным одушевлением (графом Завадовским, Державиным и графом Воронцовым) и выражавших стремление Сената вернуть то значение, которым он пользовался при Петре I и Елизавете. Сенат принял проект графа Завадовского. По представлении его государю началось подробное обсуждение реформ Сената как в «Негласном комитете», так и в учреждённом 30 марта (11 апреля) 1810 год Государственном совете (точнее, «Непременном совете»). Результатом всех этих совещаний явился именной указ 8 (20) сентября 1802 года о правах и обязанностях Сената. Указ этот является последним законодательным актом, систематически определяющим как самую организацию Сената, так и его отношение к другим высшим учреждениям.
Несмотря на то, что указ 8 (20) сентября 1802 года явился результатом серьёзного стремления императора и приближённых к нему лиц поднять значение Сената, он не вносил в организацию его и в его отношения к другим учреждениям почти ничего нового: он только восстанавливал в памяти забытые и фактически уничтоженные Павлом права Екатерининского Сената, то есть Сената уже умалённого в первоначальном достоинстве. Нововведениями были только следующие правила: в случае протеста генерал-прокурора против определения Сената дело докладывалось государю не одним генерал-прокурором, а депутацией от Сената; Сенату было дозволено, если он усмотрит важные неудобства в существующих законах, доносить это государю. Одновременно с указом о Сенате был издан манифест об учреждении министерств, причём было установлено, что ежегодные отчёты министров представляются в Сенат для доклада государю. В силу целого ряда условий эти вновь дарованные Сенату права не могли сколько-нибудь поднять его значение. По составу своему Сенат остался собранием далеко не первых сановников империи. Непосредственных сношений Сената с верховною властью не было создано, и это предопределило характер отношений Сената к Государственному совету, министрам и Комитету министров.

## Состав и разделение Сената

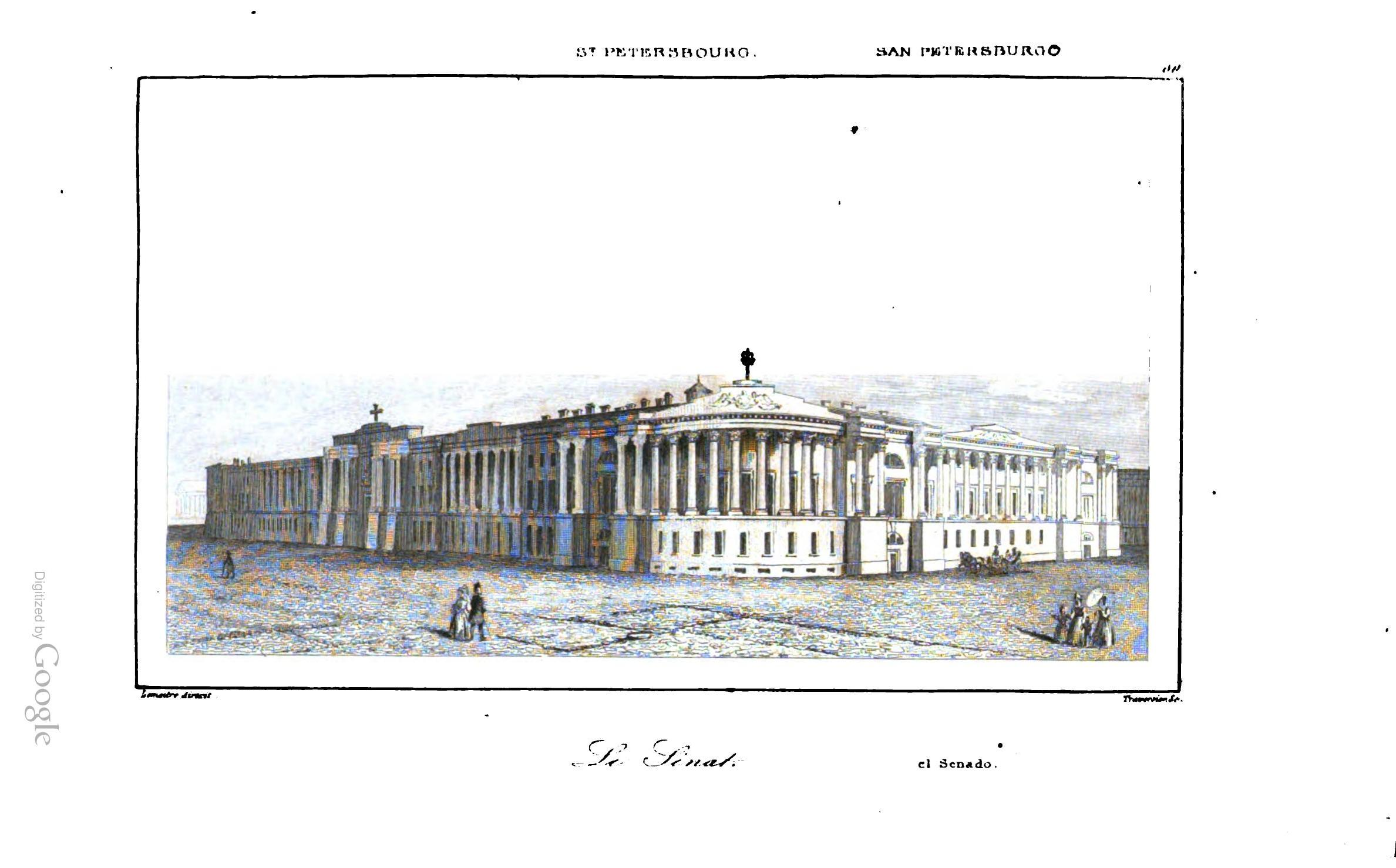
Здание Сената в 1836 году

Сенат составлялся из лиц первых трёх классов табели о рангах; определялись сенаторы по непосредственному избранию императорского величества, как из гражданских, так и из военных чинов, причём сенаторы, не лишаясь своего звания, могли занимать и иные должности. Исключение составляли сенаторы кассационных департаментов, которые могли быть назначены только из лиц, состоявших не менее трёх лет в должностях обер-прокурора, его товарища или председателя, члена или прокурора судебной палаты, причём назначение на эти последние должности также было обусловлено служебным и образовательным цензом для кандидатов. Сенаторы кассационных департаментов не могли занимать никакой иной должности. Из сенаторов часть назначалась для присутствования в департаментах, часть присутствовала лишь в общих собраниях, часть совсем была освобождена от каких-либо занятий по Сенату — к числу последних обычно принадлежали высшие сановники, члены государственного совета, министры и т. п.
Сенат действовал в виде департаментов, общих собраний и соединённых присутствий. По общему правилу каждый департамент имел власть действовать от имени всего Сената; указы его «исполняются всеми подчинёнными ему местами и лицами, как собственные Императорского Величества, и один Государь или именной его указ может остановить сенатское повеление».
Число департаментов доходило (по Своду Законов издания 1857 года) до 12; I — распорядительный; II, III, IV — по гражданским делам; V — по уголовным делам; межевой (с 1765 по 1794 год — межевая экспедиция) и герольдии (департамент с 1848 года) находились в Санкт-Петербурге, VI, VII и VIII департаменты — в Москве, IX и Х в Варшаве. В 1871 и 1876 годах московские и варшавские департаменты Сената были упразднены.
С распространением действия судебной реформы императора Александра II судебные департаменты старого устройства (II—V и межевой) постепенно сокращались и были слиты в один. Так Сенат состоял из следующих департаментов: первого, ведающего все дела административные, когда они могут быть приведены к окончанию не иначе, как через Правительствующий Сенат и не принадлежат по закону к предметам ведомства других департаментов; второго, учреждённого 23 июня 1882 года и ведающего крестьянские административные дела: судебного, учреждённого 2 июня 1898 года и ведающего делами старых судебных департаментов и межевого; герольдии, ведающего делами о сопричтении к дворянству и почётному гражданству, о княжеском, графском и баронском титулах, перемены фамилий, составление гербовников; двух кассационных департаментов, учреждённых по Судебным Уставам императора Александра II (гражданского и уголовного). Все департаменты, кроме кассационных, действовали на основании Учр. Пр. С. и обыкновенно называются «старым Сенатом». Общих собраний старого Сената два: первое, состоящее из сенаторов первого и второго департаментов и департамента герольдии, второе — из сенаторов судебного департамента и одного из кассационных, уголовного или гражданского по принадлежности. Предметами ведомства этих общих собраний являются: дела, переносимые из старых департаментов Сената по высочайшим повелениям вследствие всеподданнейших жалоб; дела, переносимые из департаментов за разногласием; дела, требующие пояснения или дополнения законов. Из кассационных департаментов, иногда с участием первого или второго, составляется ряд общих собраний и соединённых присутствий (см. выше). Помимо общих собраний и соединённых присутствий, состоящих из сенаторов лишь нескольких департаментов, в определённых случаях собирается общее присутствие всего Сената. Это бывает, например, при восшествии императора на престол и при принесении ему присяги Сената и в некоторых других торжественных случаях. По ст. 182 Учр. Пр. сената в каждый присутственный день до начала заседаний в департаментах все сенаторы должны войти в общее собрание для выслушания всех представленных Сенату высочайших повелений; на практике это не соблюдается. Каждый департамент составляется из сенаторов, назначенных по высочайшему усмотрению. По закону число их не может быть менее трёх; в действительности число сенаторов колеблется от 6—7 (департамент герольдии) до 18 (гражданский кассационный департамент). В каждом департаменте, кроме первого, назначается (с 1832 года) на один год первоприсутствующий (в кассационных департаментах назначение первоприсутствующих не подлежит ежегодному возобновлению). Неназначение первоприсутствующего в первый департамент в высочайшем повелении 1832 года мотивировано тем, что этому департаменту вверены собственно дела распорядительные. Это высочайшее повеление не отменило того ни в чём на практике не проявляющегося начала, что единое лицо императорского величества председательствует в Сенате. Для надзора за производством дел и (в старых департаментах) за правильностью решений в каждом департаменте, в общем собрании кассационных департаментов, в соединённом присутствии первого и кассационных и высшем дисциплинарном присутствии правительствующего Сената состоят обер-прокуроры с товарищами. В департаменте герольдии обер-прокурор носит название герольдмейстера. В общих собраниях старого Сената прокурорские обязанности в качестве генерал-прокурора несёт министр юстиции. В каждом департаменте в общем собрании кассационных департаментов, в соединённом присутствии первого и гражданского кассационного департамента, в соединённом присутствии первого и уголовного кассационного департамента и в соединённом присутствии первого и кассационных департаментов имеется канцелярия, состоящая, под управлением обер-прокурора, из обер-секретарей и их помощников.

## Сенат после 1917 года
Сенат, не признававший вооружённого захвата власти большевиками, был ими закрыт после Октябрьской революции 22 ноября (5 декабря) 1917 года по Декрету о суде № 1. В ответ Правительствующий сенат отказал в легитимности советской власти и 23 ноября (6 декабря) 1917 года вынес Определение Общего Собрания Правительствующего Сената в котором, в частности, указывалось:

Преступные действия лиц, именующих себя народными комиссарами, в последние недели свидетельствуют, что они не остановятся перед применением насилия над учреждениями и лицами, стоящими на страже русской государственности. И прежде, чем насилие коснётся старейшего из высших учреждений России и лишит Правительствующий Сенат возможности возвысить свой голос в час величайшей опасности для Родины, созванное на основании ст. 14 Учр[еждения] Сенат[а] [О]бщее [С]обрание Сената определяет: не признавая законной силы за распоряжениями каких бы то ни было самочинных организаций, неуклонно исполнять впредь до решения Учредительного собрания об образовании власти в стране возложенные на Сенат законом обязанности, доколе к этому представляется какая-либо возможность. О чём и дать знать всем подчинённым местам и лицам указами.— Цит. по: Журавлёв В.В. Открытие Временных присутствий департаментов Правительствующего Сената в Омске 29 января 1919 года // Вестник НГУ. Серия: История, филология. Вып. 1: История. 2011. Т. 10. С. 173.
Деятельность специальных органов Сената (в форме Временных присутствий) возобновилась в Омске 29 января 1919 года после создания единой Всероссийской власти Российского правительства во главе с Верховным правителем России.

## Участие Сената в законодательстве
Уже указ 1802 года не смотрит на Сенат как на законосовещательное учреждение: дела законодательные были сосредоточены в Непременном совете, учреждённом в 1801 году. Когда значение этого совета уменьшилось, законодательство перешло к приближённым государя и к министрам, а с 1810 года — к образованному в том же году Государственному совету. Будучи устранён от законодательства в качестве органа законосовещательного, Сенат сохранил, однако, известное отношение к законодательству. Прежде всего, сенату предоставлено право первоначального предначертания законов: общие собрания Сената могут выработать проект закона и поднести его на высочайшее утверждение через министра юстиции и Государственный совет, причём министр должен испросить высочайшее разрешение на внесение проекта в совет. На самом деле Сенат этим правом не пользуется, ибо по ходу дел и по предоставленным в его распоряжение денежным и личным средствам он лишён возможности производить все те работы, которые необходимы для подготовки и разработки сколько-нибудь сложного законопроекта. Правило, в силу которого Сенат не приступает к решению таких дел, на которые не окажется точного закона, но по всякому такому казусному делу составляет проект решения и подносит его государю, в XVIII веке и в первой половине XIX имело громадное значение для законодательства: этим путём было восполнено немало пробелов в законе. Право Сената представлять государю о неудобствах в существующих законах, дарованное Сенату указом 8 (20) сентября 1802 года, подверглось существенному ограничению при первой же попытке сената воспользоваться им. Когда Сенат указал императору Александру I на то, что указ 5 (17) декабря 1802 года о сроках службы унтер-офицеров из дворян противоречит указу о вольности дворянства и жалованной грамоте дворянству, то государь, приняв это замечание весьма немилостиво, разъяснил указом 21 марта (2 апреля) 1803 года, что возражения Сената неосновательны и что право Сената представлять возражения относится единственно к законам существующим, не касаясь вновь изданных или подтверждаемых. Право представления с приведённою оговоркой вошло и в действующее учреждение Сената, но в государственной жизни России того времени оно не имеет никакого практического значения. В Сенат должны поступать постановления общих присутствий губернских установлений, которые имеют право по получении нового закона представить о неясности его или неудобствах в исполнении; но недоброжелательство, с которым Сенат относился к такого рода представлениям, привело к тому, что правом этим губернские места не пользуются с начала XIX в. и оно существует только на бумаге.
При Александре II у Сената было формальное право разрабатывать законопроекты и впоследствии представлять их императору, однако он этим правом на практике не пользовался, поскольку всё законотворчество осуществлял Государственный Совет.

## Участие Сената в делах управления

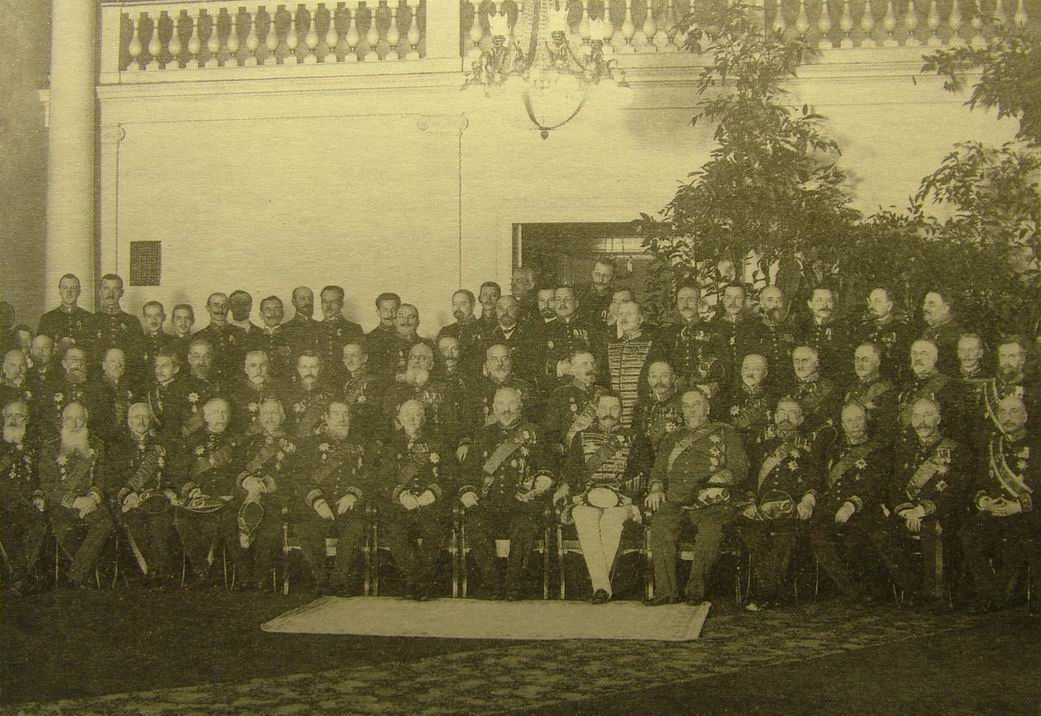
Сенаторы на фото Карла Буллы (1914 год)

В области дел административных в Сенате произошла с 1802 года наиболее сложная перемена. В 1802 году при учреждении министров они были поставлены над коллегиями. Хотя манифест 1802 года об учреждении министерств оставлял в большинстве случаев вопрос об отношении Сената к министерствам открытым, но так как отношения Сената к коллегиям уже более или менее определились, то первоначально взаимные отношения министров и Сената, по-видимому, не вызывали затруднений. Когда было обнаружено, что совместное существование коллегий и министров ведёт к серьёзным неудобствам, и когда вследствие этого с 1803 года начинается постепенное закрытие коллегий и преобразование их в департаменты министерств, отношения Сената к министерствам сделались совершенно неясными, и из неясности этой всю выгоду извлекли министры. Фактически прекращается представление министрами в Сенат ежегодных отчётов; те дела, которые прежде восходили в Сенат, рассматриваются комитетом министров. В области административных дел компетенция комитета почти слилась с компетенцией Сената, так что около 1810 года возникает ряд проектов то об упразднении административного департамента Сената с передачею его дел комитету (проект Сперанского 1809 года), то об упразднении комитета с передачею его дел Сенату (Сперанский в 1810 и 1811 годах, позднее Трощинский). Эта последняя мысль лежит в основе учреждения министерств 25 июня (7 июля) 1811 года: в нём не содержится упоминания о комитете министров, и те функции, которые и до тех пор исполнялись комитетом и позже во всей неприкосновенности за ним остались, передавались Сенату. На самом деле передачи этой не состоялось. Комитет министров не только не был упразднён, но получил по случаю отъезда государя на войну новые чрезвычайные полномочия и ничего не уступил из прежних. Когда прекратились чрезвычайные полномочия комитета министров, общее значение его тем не менее продолжало расти; в эпоху полновластия Аракчеева комитет становится средоточием всего государственного управления. Роль Сената в административных делах падает. Во главе исполнительных органов государства становятся министры. Закон, однако, по-прежнему признаёт Сенат верховным в порядке суда и управления местом империи, не имеющим над собой иной власти, кроме власти императорского величества, посылающим министрам указы, получающим от них рапорты. Губернские места фактически стоят в полной зависимости от министерств, но считаются подчинёнными Сенату. Поэтому Сенат был всегда формально в своём праве, если обращался к министерствам или губернским местам с каким-либо требованием. Сенату удобнее всего было действовать, указывая на допущенные неправильности или отступления от законов, восстанавливая силу закона, требуя исправления незаконных распоряжений. Для непосредственного участия в активной администрации Сенат был мало пригоден и по составу своему, и по медленности делопроизводства, и потому, что он устранён от распоряжения исполнительными органами, даже от непосредственного соприкосновения с ними. Таким образом, Сенат силою вещей обращался мало-помалу из органа действительного управления в орган надзора за законностью, каким его в проектах 1788 и 1793 годов хотела сделать Екатерина. Между Сенатом и комитетом министров произошло как бы известное размежевание: Сенат основывается в своей деятельности на приоритете законности (нем. Legalitätsprinzip)), комитет — на приоритете целесообразности (нем. Opportunitätsprinzip)). Дела административного характера, поступавшие на рассмотрение Правительствующего сената, могут быть разделены на следующие две категории:
1) Дела исполнительного характера. Дел чисто исполнительного характера в Сенате осталось весьма немного, и в большинстве случаев они мало возвышают значение Сената. Из таких дел сравнительно более существенными являются:

а) публикация законов. С появлением сенатского издания «Собрание узаконений и распоряжений правительства», на Сенат легла обязанность следить, чтобы никакие частные или официальные издания не публиковали законов ранее Сената..

б) Начёты казны и на казну: взимание недоимок, возврат денег, неправильно поступивших в казну, разрешение разногласий между государственным контролем и теми учреждениями или должностными лицами, на которых сделан начёт.

в) Дела казённого управления: утверждение торгов, споры между министерствами о казённом имуществе.

г) Утверждение в должности мировых судей, уездных кадиев. Дела, перечисленные в этих 4 пунктах, производятся в первом департаменте.

д) Удостоверение прав состояния (сословных): переходы из одного состояния в другое; удостоверения в принадлежности тому или другому состоянию; ведение гербовников, производство в чины за выслугу лет. Эти дела ведаются частью первым департаментом, частью департаментом герольдии. Серьёзное практическое значение имеют производящиеся во втором департаменте дела по земельному устройству крестьян.
2) Дела по надзору за законностью управления. Здесь Сенат выступал, во-первых, в качестве органа, по собственному почину или по представлениям подлежащих учреждений разрешавшего силою закона могущие встретиться при исполнении его затруднения и недоразумения, имевшего надзор за действиями разных мест управления и принимающего меры взыскания, понуждения, подтверждения и поощрения. Сенат разрешал возникающие между административными местами пререкания о власти и передаёт дела из одного присутственного места в другое. Сенат рассматривал дела о предании суду за преступления должности должностных лиц IV и V классов, назначенных высочайшею властью. Во-вторых, Сенат являлся инстанцией, принимающей жалобы частных лиц и органов самоуправления на неправильные распоряжения министров и губернских мест. Хотя эта сторона его деятельности была наименее разработана в законе (жалобы на министров, например, вовсе законом не предусмотрены), но относящиеся сюда дела, постоянно развиваясь количественно, приобретают огромное государственное значение. Несмотря на всё несовершенство сенатского делопроизводства по административным делам, медленного и тайного, несмотря на слабость политического и общественного значения Сената, сенат, принимая к своему рассмотрению такого рода жалобы и при разрешении дела строго держась почвы закона, создал вид административной юстиции, несвободный от недостатков, но, во всяком случае, способствующий утверждению законности в управлении. Из всех существующих в российском государственном строе гарантий законности надзор Сената являлся, несомненно, наиболее действительною.

## Участие Сената в делах судебных
Участие Сената в делах судебных принимает различные формы в зависимости от того, поступило ли данное дело из судебного места старого или нового (по судебным уставам императора Александра II) устройства. Дела из старых судебных мест поступали в Сенат по апелляциям, по ревизии, по протестам губернских прокуроров и по несогласию губернаторов с решениями судов. Рассматриваются эти дела в судебном департаменте правительствующего Сената, который разрешает их по существу, в дореформенном, лишь отчасти изменённом порядке. Дела из судебных установлений, образованных по судебным уставам императора Александра II, поступают в кассационные департаменты. По делам уголовным просьбы могут касаться или отмены (кассации) приговора, или возобновления уголовного дела; по делам гражданским просьбы могут быть о кассации решения, о пересмотре его и просьбы не участвовавших в деле третьих лиц. В уголовном кассационном департаменте рассматриваются по существу дела о преступлениях по должности чинов выше V класса. Из кассационных департаментов, иногда с участием первого и второго, образуются следующие общие присутствия: общее собрание кассационных департаментов (некоторые дела судебного управления, пререкания о подсудности между судами гражданского, военного и духовного ведомств, апелляционные жалобы на судебные приговоры уголовного кассационного департамента, кассационные жалобы на решения особого присутствия для дел о государственных преступлениях); общее собрание кассационных департаментов с участием первого (пререкания о подсудности между правительственными и судебными учреждениями, жалобы на решения соединённого присутствия первого и гражданского кассационного департамента по делам о взыскания убытков с должностных лиц; обсуждение вопросов, разрешаемых неоднообразно в разных судебных местах); общее собрание кассационных департаментов с участием первого и второго департаментов (дела того же рода, но касающиеся предметов ведомства второго департамента).
По вопросам о разномыслии прокуроров с губернскими правлениями о предании суду должностных лиц образуется соединённое присутствие первого и уголовного кассационного департаментов или первого, второго и уголовного кассационного департаментов. Для дел по надзору за судебными местами и должностными лицами судебного ведомства учреждено соединённое присутствие первого и кассационных департаментов, для пересмотра судебных решений губернских присутствий — соединённое присутствие первого и гражданского (или уголовного, по принадлежности) департаментов. Наконец, из состава кассационных департаментов выделяются особое присутствие для дел о государственных преступлениях и высшее дисциплинарное присутствие.

### Порядок делопроизводства в Сенате

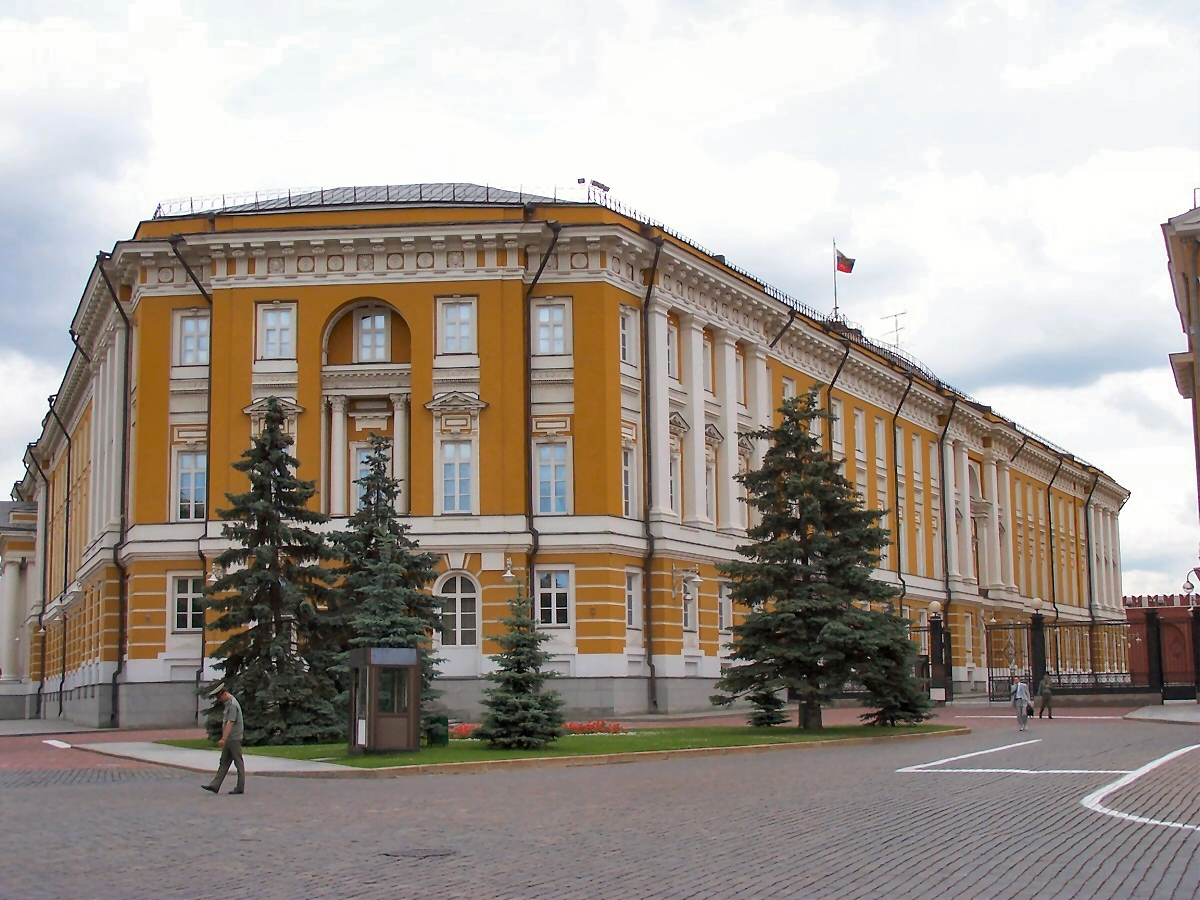
Здание, построенное для размещения Сената в Кремле

Порядок производства дел в старых департаментах Сената (административных и судебном) и в их общих собраниях есть, с незначительными лишь отступлениями, порядок, существовавший в дореформенных судах. Как самые кассационные департаменты, так и те общие собрания и соединённые присутствия, в которые эти департаменты входят, действуют на основании судебных уставов императора Александра II. В старый Сенат дела поступают, по общему правилу, через канцелярию; лишь сношения Сената с верховною властью, Государственным советом и комитетом министров производятся через министра юстиции. Дела подготавливаются к докладу канцелярией, которая собирает все нужные справки, сведения и документы (по делам гражданским — только в том случае, если о том просят стороны) и составляет записку, в которой кратко излагаются обстоятельства дела и приводятся все относящиеся к нему законы. Доклад дела производится также канцелярией и состоит в устном изложении дела и в чтении тех документов и сведений, которые по их значению должны быть доложены в буквальном их содержании. В виде дополнения к докладу с 1865 года по делам уголовным и гражданским (а также межевым) стороны допускаются к представлению объяснений. По прочтении доклада (по делам гражданским и уголовным — по постановке вопросов первоприсутствующим) происходит голосование; принятая резолюция составляется канцелярией и заносится в журнал. Канцелярией же изготовляется и текст окончательного определения Сената. Решения департаментов постановляются, по общему правилу, единогласно (с 1802 года); но с 1869 года дела, производящиеся в частном порядке, равно как и дела по жалобам на административные учреждения и по представлениям этих учреждений, решаются большинством 2/3 голосов присутствующих сенаторов. Дела по преступлениям должности административных должностных лиц и о вознаграждении за вред и убытки, причинённые этими преступлениями, а также дела о прекращении следствий по государственным преступлениям решаются простым большинством. Если в департаменте не состоится требуемого большинства, то обер-прокурор должен стараться привести сенаторов к соглашению; если ему это не удаётся, то в восьмидневный срок он даёт письменное «согласительное предложение», по докладе которого спрашиваются мнения лишь сенаторов, участвовавших в слушании самого дела. Сенаторы могут или целиком принять мнение обер-прокурора, или отвергнуть его. В последнем случае дело переносится в общее собрание. В общих собраниях требуется простое большинство, кроме дел, поступающих из первого и второго департаментов, по которым требуется большинство 2/3. Право давать согласительные предложения общим собраниям принадлежит министру юстиции. Эти согласительные предложения подлежат предварительному обсуждению «консультации при министерстве юстиции» (21 октября (2 ноября) 1802 года), состоящей из товарища министра, директоров департаментов, всех обер-прокуроров и особо назначаемых членов.
Если общее собрание не примет согласительного предложения министра, дело переносится в Государственный совет, образованный в 1810 году. Несравненно более значительным, чем влияние, оказываемое прокуратурою на старый Сенат путём согласительных предложений, является влияние, которое прокуратура получает в силу права пропускать сенатские определения: каждое определение Сената по составлении его канцелярией представляется прежде всего по департаментам — обер-прокурорам, по общим собраниям — министру юстиции, которые в случае согласия своего с определением делают на нём надпись «читал». В случае несогласия обер-прокурора с определением департамента, а министра юстиции — с определением общего собрания они могут предложить о том Сенату. Если Сенат не откажется от своего первоначального взгляда, то департаментское решение может быть с разрешения министра юстиции перенесено в общее собрание; решение общего собрания в случае несогласия с ним министра юстиции переносится на уважение Государственного совета. По многим делам обер-прокурор во всяком случае обязан до пропуска решения представить его на одобрение министра. Если определение пропущено обер-прокурором, то оно представляется к подписи сенаторам, но по подписании ими не ранее может быть обращено к исполнению, как по представлении обер-прокурору (по общему собранию — министру юстиции) и по его резолюции «исполнить». Пропуску прокурорского надзора не подлежат из департаментских дел те дела первого департамента, которые решаются простым большинством голосов, а из дел общих собраний — все дела второго общего собрания, кроме тех, по которым Сенат признаёт необходимость постановления нового закона или отмены действующего. Эти ограничения влияния прокурорского надзора установлены в начале восьмидесятых годов и с тех пор распространяемы не были. Ещё большее практическое значение, чем надзор обер-прокуроров, имеют те права, которые предоставлены по отношению к Сенату всем министрам. По целому ряду дел определение Сената может состояться не иначе, как при участии подлежащего министра. Участие это выражается или в том, что определение департамента прежде подписания определения сенаторами препровождается министру, или в том, что самое дело докладывается не иначе, как в присутствии министра или его товарища. По некоторым делам Сенат, кроме того, требует от министров предварительных заключений ещё до слушания дела по существу. Если департамент не согласится со мнением министра, то дело переносится в общее собрание, где голос министра исчисляется в общем счёте голосов сенаторов.
Производство дел в кассационном департаменте сосредоточено не в канцелярии, а в присутствии Сената. Дело подготавливается к докладу и докладывается одним из сенаторов, причём роль канцелярии ограничивается лишь сбором справок и т. п. подготовительной работой. Большая часть дел докладывается не в самом департаменте, для законного состава которого требуется 7 сенаторов, а в отделении, где достаточно присутствия трёх сенаторов. Решение, принятое отделением, имеет силу департаментского; но по делам сложным или возбуждающим какой-либо принципиальный вопрос, не бывший ещё по рассмотрении департамента, дело переносится из отделения в департамент. Проекты определений составляются докладывающими сенаторами, а не канцелярией. Обязанности и права обер-прокуроров в кассационных департаментах Сената совершенно иные, чем в старых департаментах: права надзора за сенатскими определениями и протеста в случае несогласия с ними обер-прокуроры кассационных департаментов не имеют; роль их ограничивается предъявлением лично или через товарищей обер-прокурора заключения о степени основательности кассационной жалобы или кассационного протеста. Право надзора за канцелярией и в кассационных департаментах предоставлено прокуратуре.

## Обжалование решений Сената
По общему правилу, установленному в 1802 году, на Сенат не могло быть апелляции; но, согласно статье 25-й указа от 8 (20) сентября 1802 года, «как могут быть крайности, в коих возбранить всякое прибежище к Его Императорскому Величеству было бы отнять избавление у страждущего», то жалобы допускались с тем, что «когда жалоба окажется несправедливою, жалобщик за подачу оной предан будет суду».
Указ 1802 года не делал различия между решениями департаментов, общих собраний сенаторов. Это различие появилось в 1810 году, когда образованная при Государственном совете комиссия прошений оставляла без уважения все жалобы по делам, решённым в общем собрании Правительствующего сената.
По Своду Законов издания 1832 года на общее собрание жалобы могли быть принимаемы по делам об отыскивающих свободу из помещичьего владения и по делам, по которым состоится особое высочайшее повеление.
По Своду издания 1842 и 1857 годов к этим случаям прибавились ещё дела об отыскании прав дворянского состояния и об ограждении прав малолетних или умалишённых. Определения общих собраний переносились по жалобам в Государственный Совет.
Впоследствии жалобы на общие собрания Сената не принимались.